# Theodor Brorsen

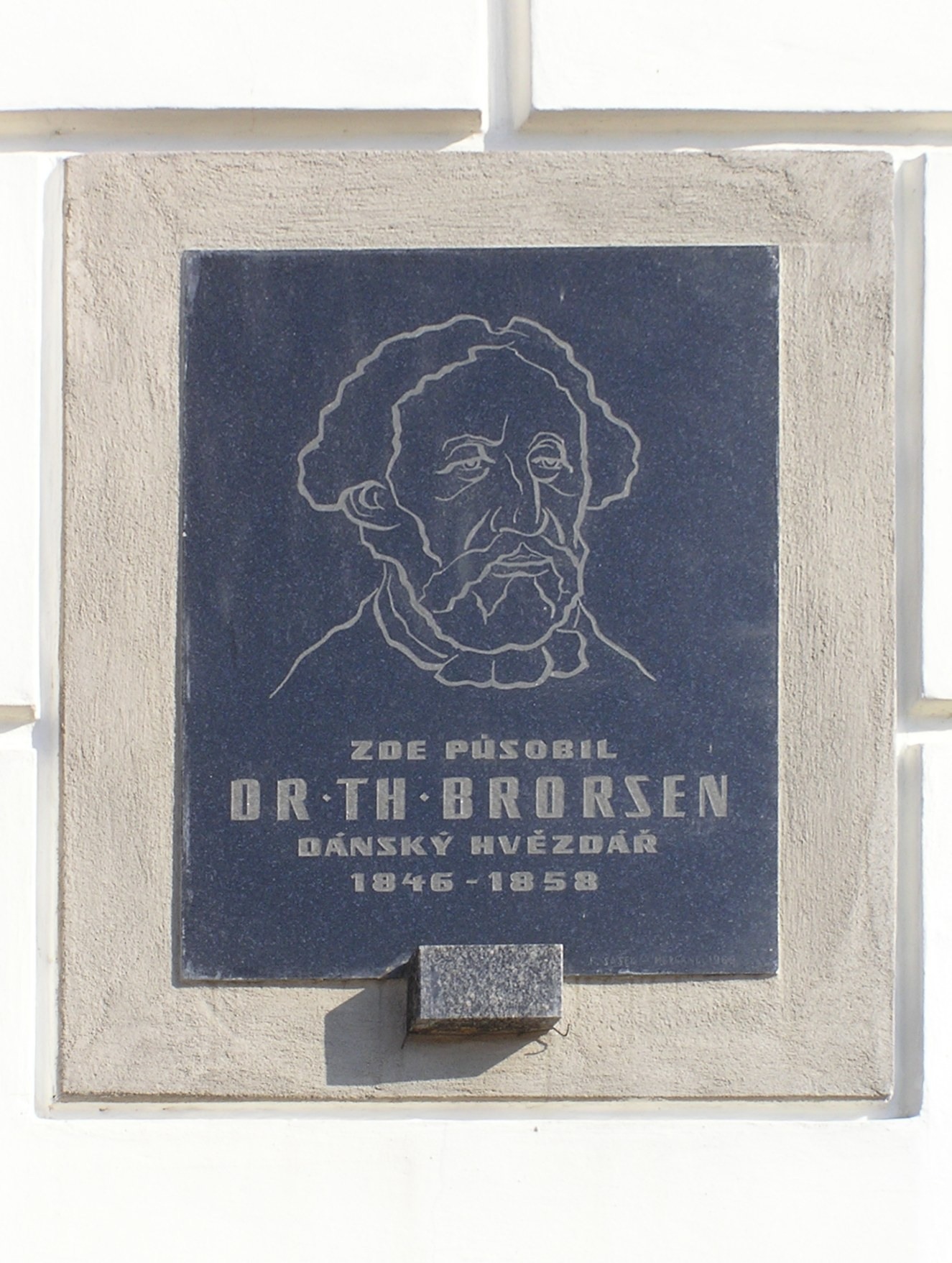
Minnestavla i Žamberk

Theodor Johan Christian Ambders Brorsen, född 29 juli 1819 i Nordborg på Als, död där 31 mars 1895, var en dansk astronom.
I mycket ung ålder kom Brorsen till Christiansfeld, där han gick i skola, tills han efter konfirmationen började studera i Flensborg Latinskole, varifrån han dimitterades till universitetet i Kiel. Han studerade astronomi och utmärkte sig mycket snabbt som observerande och räknande astronom. Det goda namn, han här hade förvärvat sig, gav honom en anställning på godsägare John Parishs observatorium i Senftenberg (numera Žamberk), Böhmen, där han var verksam i 20 år.
Han upptäckte, dels på nämnda observatorium, dels i Kiel, totalt fem kometer, däribland 1846 den periodiska komet, som bär hans namn, Brorsens komet. Vidare upptäckte en svag nebulosa i stjärnbilden Orion och gjorde noggranna observationer av zodiakalljuset, varvid han konstaterade, att detta sträckte sig runt hela himmelen. Dessutom beräknade han en del komet- och planetbanor och utförde undersökningar över fördelningen av komet- och planetbanors perihelier. Slutligen undersökte han fixstjärnornas egenrörelser. Hans sista arbete utgavs 1879, varefter han levde tillbakadragen i Nordborg.
Asteroiden 3979 Brorsen är uppkallad efter honom.